# 杨镇清真寺
杨镇清真寺，位于北京市顺义区杨镇三街村清真寺路，是一座伊斯兰教清真寺。

## 简介
杨镇清真寺位于三街村的东南部。清真寺的院墙外不远处是一条公共排水沟。清真寺的主要建筑有门脸房及大门、礼拜大殿、掌教室及水房等等。
杨镇清真寺是顺义区的伊斯兰教宗教活动场所之一。每年古尔邦节等节日还会举办典礼。
杨镇清真寺珍藏有保存完好的伊斯兰教文物“铜汤瓶”。